# San Alejo (El Salvador)
San Alejo es un distrito del municipio de La Unión Sur en el departamento de La Unión, El Salvador. De acuerdo al censo oficial de 2024, tiene una población de 17.629 habitantes. Para su administración se encuentra dividido en 17 cantones y 43 caseríos.

## Historia
A mediados del siglo XVIII, en el curato de Conchagua, existía la hacienda de San Alejo de Pedregal, sitio rocoso conocido por los nativos lencas como Queiquín. Estos naturales tenían a los vecinos yayantiques como sus rivales. Poco después de una reyerta que tuvo lugar en 1771 entre tales enemigos, el Jefe Supremo de la Provincia de San Miguel mandó organizar una villa en los terrenos cedidos por los propietarios de la finca. Con la creación de la Intendencia de San Salvador en 1785, esta localidad pasó a convertirse en la capital de uno de los quince partidos. 
El 9 de junio de 1809, el Tribunal de Fidelidad, afincado en San Miguel, encarceló y confiscó los bienes de Justo Zaldívar (originario de San Alejo) y Valentín Porras, por ser promotores de «ideas subversivas» contra las autoridades de la corona española. Estos hechos apuntan a que ambos fueron los primeros sujetos en sufrir persecución en el territorio centroamericano por parte del poder colonial. Asimismo, en diciembre de 1811 hubo otra sedición como seguimiento al movimiento independentista de noviembre, pero fue sofocado. En medio de los sucesos Zaldívar trató de huir a Honduras, mas fue encarcelado en San Miguel donde murió.
El 11 de marzo de 1827 la aldea recibió oficialmente el título de «villa». En 1854 pasó a formar parte del distrito de La Unión y en 1865 fue establecido como municipio del departamento. El 3 de febrero de 1870 obtuvo el título de «ciudad» bajo la administración de Francisco Dueñas. Hacia 1890 en San Alejo vivían alrededor de 2.880 personas. Rafael Zaldívar, presidente de El Salvador en la segunda mitad del siglo XIX, nació en este lugar.

## Información general
El distrito cubre un área de 251,64 km² y su cabecera tiene una altitud de 170 m s. n. m. Las fiestas patronales se celebran en el mes de julio en honor al santo católico Alejo de Roma, y en el mes de enero es en honor al Señor de los Milagros. El nombre primitivo Queiquín significa «pueblo de piedras» o «lugar pedregoso».
Sus límites geográficos son: Al norte con Yucuaiquín, Bolívar, San José y Pasaquina; al este con Pasaquina y la bahía de La Unión; al sur con La Unión y El Carmen; y, al oeste con Yayantique.

## Tradiciones
El distrito es reconocido por dos importantes tradiciones que aportan al crecimiento económico de sus habitantes. Por un lado, la elaboración artesanal de piedras de moler, utilizadas para moler maíz, frijol, arroz u otros tipos de granos básicos.
La importancia de la piedra de moler en San Alejo es tal que el 4 de febrero de 2018 se realizó el primer festival de Pueblos Vivos donde la artesanía principal fue la piedra de moler. 
Además, las salineras de San Alejo son otra tradición reconocida del distrito. Estas producen miles de quintales de sal que se comercializan en San Salvador y el oriente de El Salvador. Para el 20 de septiembre de 2021 se contabilizaban 50 salineras en San Alejo. 

## Personajes reconocidos
El expresidente de El Salvador, Rafael Zaldívar nació en San Alejo en 1834. Fue un médico y político salvadoreño quien fungió como presidente del país del 1 de mayo de 1876 hasta el 6 de abril de 1884. Posteriormente, en un segundo mandato desde el 21 de agosto de 1884 al 14 de mayo de 1885.